# Брајервуд (Северна Дакота)
Брајервуд (енгл. Briarwood) град је у америчкој савезној држави Северна Дакота.

## Демографија
По попису из 2010. године број становника је 73, што је 5 (-6,4%) становника мање него 2000. године.
| Група             | 2000.      | 2010.      |
| Белци             | 74 (94,9%) | 70 (95,9%) |
| Афроамериканци    | 0 (0,0%)   | 0 (0,0%)   |
| Азијати           | 0 (0,0%)   | 3 (4,1%)   |
| Хиспаноамериканци | 3 (3,8%)   | 0 (0,0%)   |
| Укупно            | 78         | 73         |